# Antymachos II Nikeforos
Antymachos II Nikeforos – król indo-grecki, panujący ok. 160–155 p.n.e. Jego władztwo obejmowało prawdopodobnie obszary od Paropamisady i Arachozji po zachodnią część Pendżabu.
Znany jest m.in. z monet odkrytych przed 1850 rokiem w skarbcu w Saharanpur w północnych Indiach. W przeciwieństwie do panującego na tym samym obszarze Apollodotosa I wybijał monety wyłącznie w indyjskim systemie numizmatycznym. Przyjmuje się, że był synem baktryjskiego króla Antymachosa I Theosa. Najprawdopodobniej tożsamy jest z Antymachosem, wymienionym obok Antymachosa I Theosa i nieznanego bliżej Eumenesa na sporządzonym w Baktrii kwicie podatkowym.